# Bitwa morska pod Beachy Head
Bitwa morska pod Beachy Head – starcie zbrojne, które miało miejsce 10 lipca 1690 (30 czerwca według kalendarza juliańskiego) koło Beachy Head, przylądka w pobliżu Eastbourne, przy brzegu południowo-wschodniej Anglii podczas wojny palatynackiej.
Bitwa została stoczona pomiędzy flotą angielsko-holenderską dowodzoną przez hrabiego Artura Herberta Torringtona. Flota sprzymierzonych składała się z 56 okrętów, w tym 22 holenderskie tworzyły awangardę dowodzoną przez Cornelisa Evertsena. Wiceadmirał Ralph Delavall dowodził 12 silnymi okrętami tworzącymi ariergardę floty sprzymierzonych. Francuską flotą dowodzili Tourville (awangarda) oraz Victor d'Estrées (ariergarda) z 70 liniowcami i 5 fregatami w 10-kilometrowej linii z największymi okrętami w środku szyku. Chociaż Francuzi wygrali bitwę, nie wykorzystali zwycięstwa i nie zadali sprzymierzonym decydującego ciosu. Holendrzy i Anglicy stracili 7 okrętów, Francuzi – 311 zabitych i 811 rannych.